# Samuel Kunz
Samuel Kunz (Unión Soviética, 21 de agosto de 1921 - Bonn, 18 de noviembre de 2010) fue un prisionero de guerra que fue nazificado y trabajó como guardia de las SS del campo de exterminio de Belzec en Polonia, donde destacó por sus crímenes. Al momento de su muerte estaba pendiente de juicio y había sido el tercer nazi más buscado.
Nació en una pequeña villa sobre el río Volga, era un alemán étnico de la región del Cáucaso. A los 17 años, durante la Segunda Guerra Mundial, formó parte del Ejército Soviético, fue capturado por la Wehrmacht donde se le hizo optar por ser prisionero de guerra o colaborar con los nazis.
Samuel Kunz fue nazificado y llevado al campo de Belzec como guardia. Lo que motivó a los nazis a transformar a Kunz en guardia fue su innegable apariencia étnico-germánica y su disposición ante los vencedores.
Cuando Belzec fue cerrado, lo transfirieron al campo de concentración de Flossenburg, donde permaneció hasta la llegada de los Aliados. Después de la guerra vivió en la región de Rhein-Sieg-Kreis cerca de Bonn, trabajando como carpintero. Falleció a los 89 años antes de comparecer en el juicio programado tras su localización. Fue descubierto a raíz de las investigaciones contra John Demjanjuk.
Fue el tercer nazi más buscado de la lista del Centro Simon Wiesenthal bajo las acusaciones de haber participado en el asesinato directo de 10 prisioneros e indirectamente en la muerte de 430.000 prisioneros entre 1942 y 1943.